# كار باش
كار باش (بالنرويجية البوكمول: Kaare Bache)‏ هو منافس ألعاب قوى نرويجي، ولد في 28 أبريل 1888، وتوفي في 13 مارس 1978.

## وصلات خارجية
- كار باش على موقع أوليمبيديا (الإنجليزية)